# Моздок (станция)
Моздо́к — железнодорожная станция Минераловодского региона Северо-Кавказской железной дороги, находящаяся в городе Моздоке Республики Северная Осетия — Алания.

## Описание
Станция расположена на линии Прохладная — Червлённая-Узловая на однопутной ветке электрифицированной переменным током.

## Пассажирское сообщение по станции

### Направления поездов дальнего следования
| Страна               | Пункт назначения                                      |
| -------------------- | ----------------------------------------------------- |
| Российская Федерация | Грозный, Махачкала, Москва-Казанская, Санкт-Петербург |

### Направления поездов пригородного сообщения
| Страна | Пункт назначения |
| ------ | ---------------- |
| —      | —                |

По состоянию на июнь 2022 года по станции курсируют следующие поезда пригородного сообщения:
| Пригородное сообщение | Пригородное сообщение | Пригородное сообщение | Пригородное сообщение |
| № поезда              | Маршрут движения      | № поезда              | Маршрут движения      |
| --------------------- | --------------------- | --------------------- | --------------------- |
| —                     | —                     | —                     | —                     |

По состоянию на июнь 2022 года по станции курсируют следующие поезда дальнего следования:
| Дальнее следование               | Дальнее следование               | Дальнее следование               | Дальнее следование               |
| № поезда                         | Маршрут движения                 | № поезда                         | Маршрут движения                 |
| Круглогодичное обращение поездов | Круглогодичное обращение поездов | Круглогодичное обращение поездов | Круглогодичное обращение поездов |
| -------------------------------- | -------------------------------- | -------------------------------- | -------------------------------- |
| 135                              | Махачкала — Санкт-Петербург      | 136                              | Санкт-Петербург — Махачкала      |
| 381                              | Грозный — Москва                 | 382                              | Москва — Грозный                 |
| Сезонное обращение поездов       |                                  |                                  |                                  |
| —                                | —                                | —                                | —                                |

## Изменения в пассажирском сообщении по станции
- 20 августа 2014 года отменены из обращения пригородные поезда до станции Минеральные Воды.